# Sankt Georgen an der Gusen
Sankt Georgen an der Gusen je městys v Horních Rakousích v Rakousku, nacházející se mezi městysem Luftenberg an der Donau a obcí Langenstein. Svou rozlohou 7,12 km² je plošně nejmenší obcí okresu Perg.

## Historie
Během druhé světové války byl městys vybráno jako administrativní centrum společnosti Deutschen Erd- und Steinwerke GmbH (DEST), která spravovala Mauthausenský kamenolom a později celý koncentrační tábor Mauthausen-Gusen. Počátkem roku 1944 ve městysi vznikl tábor Gusen II, nejbrutálnější ze všech táborů komplexu Mauthausen-Gusen. V přibližně 40 tisících m² podzemních tunelů a jeskyní se v blízkosti městyse vyráběly stíhací letouny Messerschmitt Me 262.
Díky zvýšené míře radioaktivity byl nedávno v podzemních prostorách objeven tajný bunkr, v němž se nacisté měli pokoušet vyvinout atomovou bombu.

## Počet obyvatel
V roce 2001 zde žilo 3533 obyvatel. V roce 2022 to bylo 4451 obyvatel, což je více než čtyřnásobek oproti roku 1869, kdy zde žilo 1089 obyvatel.

## Politika

### Starostové
- Johann Derntl (1850 do 1855)
- Franz Sterneder (1855 do 1858)
- Georg Peterseil (1858 do 1861)
- Johann Sturmair (1861 do 1867)
- Sebastian Gusenleitner (1867 do 1870)
- Franz Peterseil (1870 do 1873)
- Johann Schöfl (1873 do 1876)
- Georg Peterseil (1879 do 1882)
- Josef Moser (1882 do 1894)
- Johann Brückler (1894 do 1910)
- Franz Seidl (1910 do 1919)
- Franz Geiblinger (1919 do 1933)
- Ferdinand Huemer (1933 do 1934)
- Leopold Hauser (1934 do 1942)
- Rudolf Wiesmayr (1942 do 1945)
- Franz Schaup (1945 do 1946)
- Franz Koblika (1946 do 1949)
- Johann Hattmannsdorfer (1949 do 1967)
- Josef Kobilka (1967 do 1979)
- Johann Hackl (1979 do 1994)
- Rudolf Honeder (1994 do 2007)
- Erich Wahl (2007 do 2021)
- Andreas Derntl (od roku 2021)